# Umbilicus
Umbilicus é um género de cerca noventa espécies de plantas com flor, da família das Crassuláceas. Muitas das suas espécies receberam sinónimos taxonómicos pertencentes aos géneros Rosularia, Cotyledon e Chiastophyllum. As espécies actualmente listadas no género são:
- Umbilicus rupestris (Salisb.) Dandy.[4] (também chamadas de umbigo-de-vénus, entre outros nomes vulgares)[5], sinónimo de Umbilicus deflexus (Pomel, 1875)[6]
- Umbilicus horizontalis, (Guss.) DC., sinónimo de Umbilicus vulgaris (Batt. e Trabut)[7] e Umbilicus maroccanus (Gandoger)[8]
- Umbilicus intermedius Boiss [9]
- Umbilicus chrysanthus[10]
- Umbilicus chloranthus Heldr. & Sart. ex-Boiss.[11]
- Umbilicus erectus DC.[12]
- Umbilicus oppositifolius Ledeb.[13]
- Umbilicus aetneus (Tornab)[carece de fontes?]
- Umbilicus affinis (Schrenk)[carece de fontes?]
- Umbilicus aizoon (Fenzl)[carece de fontes?]
- Umbilicus albido-opacus (Carlström)[14]
- Umbilicus alpestris (Karelin e Kirilov)[15]
- Umbilicus botryoides (Hochstetter)[16]
- Umbilicus cyprius (Holmboe), sinónimo de Umbilicus globulariifolius (Fenzl)[17]
- Umbilicus denticulatus (Turcz.)[carece de fontes?]
- Umbilicus elymaiticus (Boiss. e Hauszknecht)[17]
- Umbilicus erubescens (Maxim.)[18]
- Umbilicus ferganicus (Popov)[carece de fontes?]
- Umbilicus fimbriatus (Turcz.), sinónimo de Umbilicus ramosissimus (Maxim.)[19]
- Umbilicus gendjnamensis (Stapf)[carece de fontes?]
- Umbilicus giganteus (Battandier)[carece de fontes?]
- Umbilicus glaber (Regel and Winkler)[carece de fontes?]
- Umbilicus haussknechtii / Umbilicus hauszknechtii (Boiss. e Reuter)[17]
- Umbilicus heylandianus (Webb e Berthel.), endémico em Espanha e Portugal, sinónimo de Umbilicus citrinus e Umbilicus praealtus (Brotero) (Wolley-Dod).[20] e de Umbilicus coutinhoi (Mariz)[21]
- Umbilicus hispidus (Lam.)[22]
- Umbilicus lampusae (Kotschy)[23]
- Umbilicus lassithiensis (Gandoger)[24]
- Umbilicus leucanthus (G.Don)[2]
- Umbilicus libanoticus (Labill.) — possivelmente Umbilicus glaber[carece de fontes?]
- Umbilicus lievenii (Ledeb.)[carece de fontes?]
- Umbilicus linearifolius (Franch.)[carece de fontes?]
- Umbilicus lineatus (Boiss.)[17]
- Umbilicus lineolatus (Boiss.)[carece de fontes?]
- Umbilicus linifolius (Rupr.)[carece de fontes?]
- Umbilicus luteus (Huds.)[25]
- Umbilicus malacophyllus (Pall.)[2]
- Umbilicus mexicanus (Schltdl., 1839)[26]
- Umbilicus micranthus (Pomel)[carece de fontes?]
- Umbilicus microstachyum (Kotschy)[carece de fontes?]
- Umbilicus mirus (Pampan.)[27]
- Umbilicus multicaulis (Boiss. and Buhse)[carece de fontes?]
- Umbilicus oreades (Decne.)[28]
- Umbilicus oxypetalus (Boiss.)[carece de fontes?]
- Umbilicus pallidiflorus (Holmboe)[29]
- Umbilicus pallidus (Schott e Kotschy)[17]
- Umbilicus paniculatus (Regel e Schmalh.)[carece de fontes?]
- Umbilicus parviflorus (Desf.), endémico da Grécia.[30]
- Umbilicus patens (Pomel)[31]
- Umbilicus patulus (Candargy)[32]
- Umbilicus pendulinus (Wolley-Dod)[33]
- Umbilicus persicus (Boiss.)[17]
- Umbilicus pestalozzae (Boiss.)[carece de fontes?]
- Umbilicus platyphyllus (Schrenk)[17]
- Umbilicus pubescens (G.Don)[17]
- Umbilicus pulvinatus (Rupr.)[carece de fontes?]
- Umbilicus radicans (Klotzsch)[17]
- Umbilicus radiciflorus (Steud. e Boiss., 1872)[carece de fontes?]
- Umbilicus rodriguezii (Gandoger)[carece de fontes?]
- Umbilicus samius (d'Urville)[34]
- Umbilicus schmidtii (Bolle)[35]
- Umbilicus sedoides (DC.)[36]
- Umbilicus semenovii (Regel and Herder)[37]
- Umbilicus semiensis (A.Rich.)[carece de fontes?]
- Umbilicus sempervivum (Bieberstein)[17]
- Umbilicus serpentinicus (Werdermann)[17]
- Umbilicus serratus (DC.)[17]
- Umbilicus sessilis (Dulac), nom. illeg.[38]
- Umbilicus seteveni (Ledeb. and A.Boriss.)[carece de fontes?]
- Umbilicus simplex (C.Koch)[carece de fontes?]
- Umbilicus spathulatus (Hook.)[carece de fontes?]
- Umbilicus spinosus (DC.)[39]
- Umbilicus sprunerianus (Boiss.)[carece de fontes?]
- Umbilicus stamineus (Ledeb.)[carece de fontes?]
- Umbilicus strangulatus (A.Berger)[carece de fontes?]
- Umbilicus subspicatus (Freyn)[carece de fontes?]
- Umbilicus subulatus (G.Don)[carece de fontes?]
- Umbilicus thyrsiflorus (DC.)[40]
- Umbilicus tropaeolifolius (Boiss., 1843)[carece de fontes?]
- Umbilicus tuberculosus (DC. e Streud.)[carece de fontes?]
- Umbilicus turkestanicus (Regel e Winkler)[carece de fontes?]
- Umbilicus umbilicatus (Lam.)[carece de fontes?]
- Umbilicus winkleri (Willkomm)[33]